# Гори на Іо

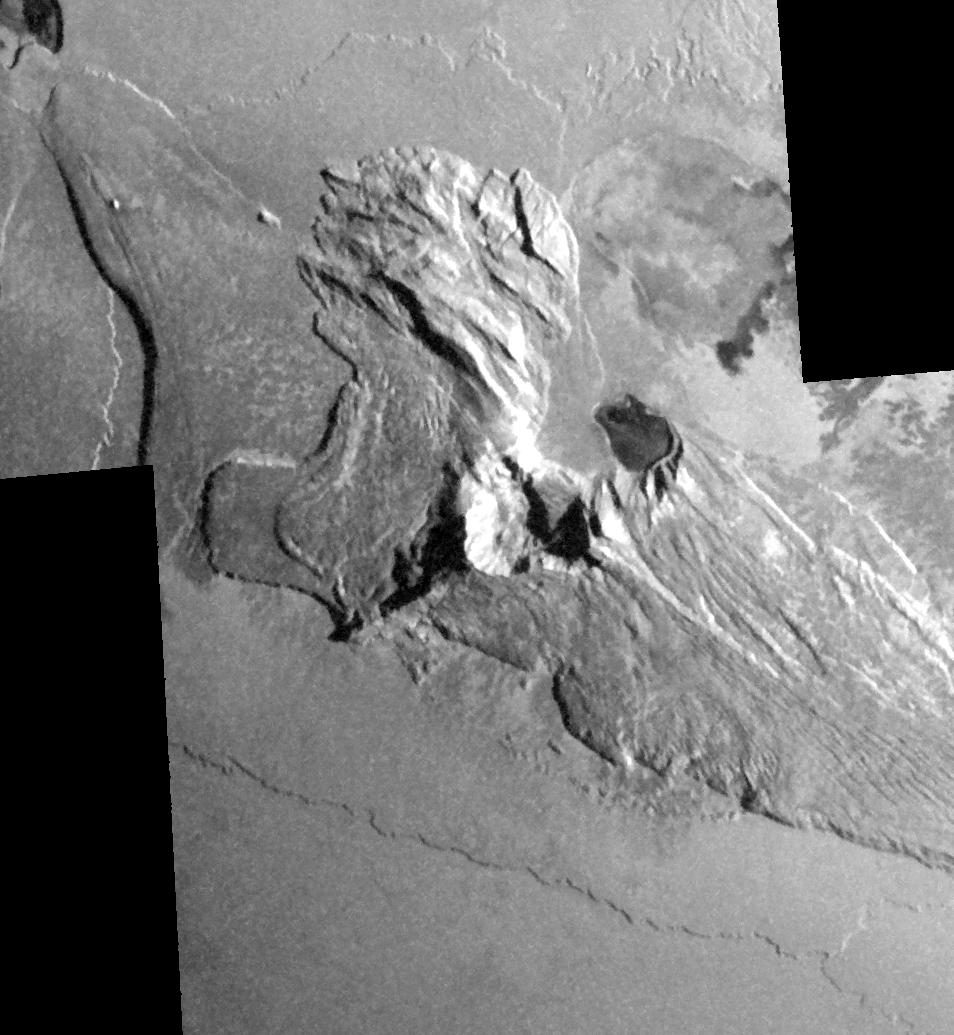
Зображення гори Тохіл, що підноситься на 5,4 км над поверхнею, зроблене космічним апаратом Галілео

Іо́ (дав.-гр. Ἰώ) — супутник Юпітера, найближчий до планети з чотирьох галілеєвих супутників. Його діаметр становить 3 642 км, тому Іо є четвертим за величиною супутником в Сонячній системі. Він був названий на честь міфологічної Іо, жриці Гери і коханої Зевса.
На Іо налічується близько 100–150 гір і їх висота досягає від 6 км до 17,5±1,5 км — пік найвищої гори Південна гора Боосавла (South Boösaule Montes). Гори часто представлені у формі великих (їх довжина становить в середньому 157 км) ізольованих геологічних структур без видимих глобальних тектонічних моделей, які розташовані на Землі. Щоб підтримувати величезну топографію, спостережувану в цих горах, потрібний такий склад, що містить головним чином силікатні породи, протиставлені сірці.
Незважаючи на великий вулканізм, що надає Іо його характерну зовнішність, майже всі його гори не є результатом вулканізму. Замість цього, більшість гір на Іо формується в результаті компресійного тиску в літосфері, який підкидає і часто нахиляє шматки кори Іо насуваючи їх один на одного. Компресійний тиск, що веде до утворення гір, є результатом осідання від безперервного поховання вулканічних матеріалів. Глобальний розподіл гір по поверхні Іо, як видається, протилежний розподілу вулканічних структур — в областях з найменшою кількістю вулканів переважає кількість гір і навпаки. Це створює припущення про великомасштабні області в літосфері Іо, де, в одному випадку домінує стискання (сприяюче формуванню гір), а в іншому — розширення (прихильне до формування патерів). Однак, в окремих областях гори і патери часто розташовані поблизу один до одного. Це можна пояснити тим, що магма для досягнення поверхні часто використовує розломи, утворені під час формування гір.
У гір Іо (як і взагалі у геологічних структур Іо, що піднімаються над навколишньою рівниною) спостерігаються різні форми. Найпоширенішою серед них є плато. Вони нагадують великі, столові гори з пласкою вершиною з нерівною поверхнею. Інші гори здаються креном брил кори Іо з пологим схилом від перш плоскої поверхні і крутим нахилом, що складається з перш підповерхневої речовини, вони здіймаються компресійним тиском. У обох типів гір часто зустрічаються круті ескарпи вздовж одного або декількох країв. Тільки невелика кількість гір на Іо має вулканічне походження. Ці гори нагадують маленькі щитові вулкани з крутими схилами (6-7°) недалеко від невеликої центральної кальдери і дрібними нахилами уздовж їх країв. Вулканічні гори невеликі і становлять у середньому лише 1-2 км у висоту і 40-60 км завширшки. Решта щитових вулканів з набагато меншими нахилами виведені з формування окремих вулканів на Іо, в яких тонкі потоки виходять з центральної патери, такої як в Патер Ра.
Здається, що практично всі гори на Іо перебувають на деякій стадії деградації. Великі відкладення зсувів поширені біля підніжжя гір, що робить їх основною причиною деградації. Зубчасті краї поширені серед столових гір Іо і плато з причини вивітрювання двоокису сірки з кори Іо, створюють слабкі зони уздовж краю гір.